# William Brewer
William Brewer (auch Briwerre oder de Briwerre) (* um 1145; † 24. November 1226) war ein englischer Adliger, Beamter und Richter. Er gilt als Musterbeispiel eines Beamten, der treu den vier angevinischen Königen Heinrich II., Richard Löwenherz, Johann Ohneland und Heinrich III. diente. Aus relativ niedrigen Verhältnissen stieg er durch seine Fähigkeiten, harte Arbeit und die skrupellose Ausnutzung der königlichen Gunst zu einem der engsten Ratgeber der Könige und zu einem mächtigen Baron auf.

## Herkunft
William Brewer war ein Sohn von Henry Brewer, der in Bere in Hampshire das Erbamt eines königlichen Försters ausübte. Vermutlich stammte die Familie Brewer aus Hampshire, da bereits Williams Großvater, der ebenfalls William Brewer hieß, Grundbesitz bei Winchester besaß. Er gründete dazu das Nonnenkloster von Polsloe Priory in Devon. Über Williams Ausbildung ist nichts bekannt, doch offenbar lernte er Grundlagen der Arithmetik.

## Aufstieg und Dienst als königlicher Beamter

### Dienst als lokaler Beamter unter Heinrich II.
Als Nachfolger seines Vaters wurde Brewer Förster von Bere. 1175 bezeugte er in Marlborough erstmals eine königliche Urkunde. Seine Verbindung zum Königshof ist unbekannt, doch schon 1179 wurde er ein wichtiger Beamter von Heinrich II., als er Sheriff von Devon wurde. Dieses Amt behielt er bis zum Tod des Königs 1189. 1185 übergab ihm der König die Verwaltung der Baronie von Brampton, nachdem deren Baron Fulk Paynel († 1208) aus England geflüchtet war. Brewer gelang es später, seine Tochter Alice mit Fulk Paynels Sohn und Erben William Paynel zu verheiraten. Um 1185 wurde Brewer dazu Aufseher der Zinnbergwerke in Cornwall. Dazu diente er als Steuererheber in Cornwall und diente als Richter bei einer von Hugh Bardolf geleiteten Gerichtsreise durch Südwestengland.

### Mitglied der Regierung unter Richard I.
Unter Richard I. stieg Brewer vom lokalen Beamten zum Beamten am Königshof auf, was er wohl vor allem den Empfehlungen von mit ihm bekannten Beamten verdankte. Bevor Richard I. im September 1189 zum Kreuzzug aufbrach, ernannte er Brewer zu einem von vier oder fünf Männern, die als Vertreter der beiden Justiciare, die während der Abwesenheit des Königs als Regenten dienen sollten. Anschließend begleitete er den König bei dessen Reise durch Frankreich mindestens bis Chinon. Vor Januar 1190 war er zurück in England. In diesem Jahr wurde er Sheriff von Oxfordshire und Berkshire. Nachdem der König im Februar von Sizilien aus den Justiciar William de Longchamp abgesetzt hatte, gehörte Brewer zu den wichtigsten Mitgliedern der Regierung. Ab November 1191 diente er auch gelegentlich als Richter am Common Bench in Westminster. 1192 diente er als Richter während einer von Godfrey de Lucy geleiteten Gerichtsreise. Vor allem war Brewer aber im Schatzamt tätig, weshalb er am 29. Juni 1193 in Worms war, wo die Höhe des Lösegelds für den gefangenen König ausgehandelt wurde. Als Baron of the Exchequer diente Brewer unter dem neuen Justiciar Hubert Walter. Nach seiner Rückkehr nach England entließ Richard I. eine Reihe von Sheriffs, darunter auch Brewer. Dieser wurde aber wenig später zum Sheriff von Nottingham und von Derbyshire ernannt. Dazu gehörte er zum Gefolge des Königs, bis dieser Ende April 1194 England verließ und zu seinen französischen Besitzungen aufbrach. In den nächsten Jahren diente er weiter im Schatzamt, dazu war er vor allem während Gerichtsreisen als Richter tätig.

### Vertrauter von Johann Ohneland
Zu Beginn der Herrschaft von Johann Ohneland 1199 war Brewer nach dem Justiciar Geoffrey fitz Peter und dem Kanzler Hubert Walter der wohl wichtigste Beamte der Regierung. Während des Kriegs gegen Frankreich in der Normandie gehörte Brewer zum Gefolge des Königs und organisierte vermutlich den Nachschub. Nachdem Verlust der Normandie 1204 gehörte Brewer weiter zum Gefolge. Er bezeugte zahlreiche Urkunden und verhandelte vermutlich mit den Einwohnern zahlreicher Siedlungen, die vom König zu Boroughs erhoben wurden. Dazu diente er gelegentlich als Richter am Hofgericht, doch während der Herrschaft von Johann Ohneland nahm er nicht mehr an Gerichtsreisen teil. Zwischen 1200 und 1209 hatte er das Amt des Sheriffs von elf Grafschaften inne, dabei diente er zeitweise als Sheriff von sechs Grafschaften gleichzeitig. Brewer verwaltete die Grafschaften offenbar effektiv und trieb hohe Gebühren zugunsten des Schatzamts ein. 1208 zahlte die Grafschaft Cornwall 700 Mark an den König für das Recht, selbst ihren Sheriff wählen zu können, und im Mai 1209 versprach der König nach einer Zahlung von 1200 Mark den Vertretern von Dorset und Somerset, dass Brewer nicht erneut zum Sheriff ernannt würde. Weihnachten 1209 wurde Brewer dann als Sheriff von allen sechs Grafschaften, die er verwaltete, abgelöst. Die Ursache hierfür ist unklar, doch er war nicht in Ungnade gefallen, da er wenig später mit anderen wichtigen Aufgaben betraut wurde. Nur von 1215 bis 1216 diente Brewer später noch einmal als Sheriff von Hampshire.
Seit 1207 befand sich Johann Ohneland in einem erbitterten Streit mit Stephen Langton, dem neuen Erzbischof von Canterbury. Im Verlauf dieses Streits ließ der Papst 1208 das Interdikt über England verhängen. 1209 verhandelte Brewer in Dover erfolglos mit den päpstlichen Gesandten über eine Aufhebung des Interdikts. Das Vertrauen, dass der König in Brewer setzte, zeigte sich, als Brewer nach der Aufhebung des Interdikts 1214 beauftragt wurde, acht Bischofswahlen zu überwachen. Spätestens seit 1211 gehörte Brewer zu den engsten Ratgebern des Justiciars Peter fitz Geoffrey in Finanzfragen. Während der Rebellion der Barone gegen den König, die im Sommer 1215 zur Anerkennung der Magna Carta führte, stand Brewer fest auf der Seite des Königs. Während des folgenden Kriegs der Barone gegen den König gehörte Brewer zu den Kommandanten der königlichen Truppen.

### Hochrangiges Mitglied der Regierung unter Heinrich III.
Nach dem Tod von Johann Ohneland im Oktober 1216 unterstützte Brewer die Thronfolge von dessen Sohn Heinrich III. Er war bei der Krönung Ende Oktober in Gloucester anwesend. Er diente weiter als Baron of the Exchequer, dabei ist es ihm zu verdanken, dass nach dem Ende des Kriegs der Barone 1217 die zerrütteten königlichen Finanzen wieder saniert wurden. Brewer gehörte nun zu den führenden Ratgebern des Regenten William Marshal, 1. Earl of Pembroke. Nach dem Rücktritt des greisen Marshals am 9. April 1219 unterstützte er weiter die drei führenden Minister Hubert de Burgh, Peter des Roches und den päpstlichen Legaten Pandulf. Als es zwischen diesen Ministern vermehrt zu Spannungen kam, unterstützte Brewer den Justiciar Hubert de Burgh. De Burgh versuchte entschlossen, die königliche Autorität zu stärken und königliche Burgen wieder unter die Kontrolle der Regierung zu bringen. Als daraufhin im Frühjahr 1221 der Count of Aumale rebellierte, stellte Brewer ein Aufgebot auf. Wenig später gehörte er zu den Vertretern der Regierung, denen Peter de Maulay Corfe Castle übergeben musste.

## Machtzuwachs und Bereicherung
Brewer galt zu seiner Zeit als führender Finanzexperte Englands, der sich aber auch selbst enorm bereicherte. Hatte er noch zu Zeiten von Heinrich II. Landbesitz mit dem Geld, das er durch seine Ämter erhalten hatte, gekauft, so erhielt er später Landbesitz vor allem als Belohnung. Dabei war ein Teil dieser Geschenke erblicher Landbesitz, während anderer Besitz ihm nur lebenslang verliehen wurde. Vor allem König Johann belohnte seinen wichtigen Beamten reichlich, und auch Rückschläge wie 1209, als Brewer die meisten seiner Sheriffämter niederlegen musste, führten nicht zum Ende seiner Karriere. 1203 erhielt Brewer Güter in Cornwall, 1204 weitere Güter in Derbyshire und Buckinghamshire. Dazu verlieh der König zahlreichen Orten in seinem Besitz Marktrechte oder den Status eines Boroughs, weiterhin wurden ihm noch Vormundschaften von minderjährigen Erben und die Verwaltung von königlichen Burgen übertragen. Bei seinem Tod soll Brewer Grundbesitz mit etwa 60 Knight’s fees besessen haben. Der Schwerpunkt seiner Güter lag in Südwestengland mit dem Zentrum in Bridgwater in Somerset. Dies erhielt er 1199 von Fulk Paynel geschenkt, nachdem er sich erfolgreich für dessen Begnadigung durch den König eingesetzt hatte. Auch zahlreiche weitere Barone bestachen ihn mit Geld und Geschenken, wenn er sich zu ihren Gunsten beim König einsetzte. William Ferrers schenkte ihm das Gut von Blisworth in Northamptonshire und Henry de la Pomeroy, Lord of Berry Pomeroy übergab ihm das Gut von Bradworthy in Devon, damit Brewer ihm gewogen war. König Johann erlaubte Brewer, in Bridgwater eine Burg zu errichten, und auch sein Gut in Ashley in Devon und ein weiteres Gut in Hampshire durfte Brewer je ein weiteres Gut befestigen.
Brewer versuchte, aus diesen Gütern seine eigene Baronie zu bilden. Von den Gegnern des Königs als dessen schlechter Ratgeber geschmäht, setzte er seine Interessen skrupellos durch. Auch um seine Kinder angemessen zu versorgen, nutzte er seine Macht schamlos aus. Er überging die Erbrechte von Minderjährigen, schüchterte seine Gegner ein oder erpresste sie. Als Günstling des Königs, der Brewers Taten tolerierte, war er entsprechend ein Gegner der Adelsopposition und der Magna Carta. Noch im Januar 1223 versuchte er eine erneute Bestätigung der Magna Carta durch Heinrich III. zu verhindern, indem er ausführte, dass die Akzeptanz der Magna Carta König Johann gewaltsam abgerungen worden sei.

## Religiöse Stiftungen
Aufgrund seines Reichtums konnte Brewer der Kirche großzügige Stiftungen machen. Dabei übertraf er seine adligen Nachbarn im Umfang seiner Schenkungen meist bei weitem. Zu seinen Stiftungen gehörten drei Ordensniederlassungen: 1196 gründete er die Prämonstratenserniederlassung von Torre in Devon, 1201 stiftete er eine Augustinerniederlassung in Mottisfont in Hampshire und 1201 die Zisterzienserabtei Dunkeswell in Devon. Bei seinem Hauptsitz Bridgwater in Somerset gründete er ein Hospital. Daneben machte er für zahlreiche Kirchen und Klöster Schenkungen. Die stattliche Summe von 4000 Mark stiftete er den Tempelrittern in Akkon mit der Auflage, damit den geplanten Kreuzzug seines Neffen Bischof William Brewer zu unterstützen. Er wurde zusammen mit seiner Frau vor dem Altar der Klosterkirche in der von ihm gestifteten Dunkeswell Abbey in der Ordenstracht der Zisterzienser beigesetzt.

## Familie und Nachkommen
William heiratete Beatrice de Valle († vor 1220), die angeblich die Geliebte von Reginald de Dunstanville, 1. Earl of Cornwall († 1175) und Mutter von dessen Sohn Henry FitzCount gewesen war. Von Reginald of Cornwall soll sie das Gut von Colton in Somerset erhalten haben. Mit ihr hatte er mindestens sieben Kinder, darunter zwei Söhne und fünf Töchter:
- Richard Brewer († 1215);
- William Brewer ⚭ Joan de Redvers;
- Graecia ⚭ Reginald de Briouze;
- Isabel, ⚭ (1) Fulbert of Dover, ⚭ (2) Baldwin Wake of Bourne, Lincolnshire;
- Joan († vor 1232) ⚭ William de Percy († 1245), Lord of Topcliffe, Yorkshire;
- Alice, ⚭ (1) Reginald de Mohun aus Dunster, Somerset, ⚭ (2) William Paynel of Bampton;
- Margery, ⚭ (1) William de la Ferté, ⚭ (2) Eudo de Dammartin, ⚭ (3) Geoffrey de Say.

Seine Töchter Joan und Isabel verheiratete er mit minderjährigen Adligen, deren Vormund er war. Sein ältester Sohn Richard erhielt bereits früh das Gut von Odcombe in Somerset sowie weitere Besitzungen in Wiltshire. Als Richard jedoch 1215 kinderlos starb, fielen die Güter wieder an Brewer. Sein Erbe wurde schließlich sein zweiter Sohn William. Als dieser 1232 kinderlos starb, wurden seine Besitzungen unter den Familien von Brewers fünf Töchtern aufgeteilt.